# Homonota fasciata
Espèce
Synonymes
- Gymnodactylus fasciatus Duméril & Bibron, 1836
- Gymnodactylus horridus Burmeister, 1861
- Homonota horrida (Burmeister, 1861)
- Gymnodactylus mattogrossensis Berg, 1895
- Gymnodactylus pasteuri Wermuth, 1965
- Homonota pasteuri (Wermuth, 1965)

Statut de conservation UICN

 LC  : Préoccupation mineure
Homonota fasciata est une espèce de geckos de la famille des Phyllodactylidae.

## Répartition
Cette espèce se rencontre :
- en Martinique ;
- en Bolivie ;
- au Brésil ;
- en Argentine.

## Synonymie
- Homonota fasciata Blyth, 1854 est synonyme de Hemidactylus imbricatus Bauer, Giri, Greenbaum, Jackman, Dharne & Shouche, 2008.

## Publication originale
- Duméril & Bibron, 1836 : Erpetologie Générale ou Histoire Naturelle Complete des Reptiles. Librairie Encyclopédique Roret, Paris, vol. 3, p. 1-517 (texte intégral).